# La buona ventura
La buona ventura è un dipinto del pittore francese Georges de La Tour, realizzato nel 1630 e conservato presso il Metropolitan Museum of Art di New York.

## Descrizione
Il dipinto, nel rappresentare quattro zingare e un giovane damerino che si sta facendo leggere la mano, ha un fine ironico, datoci dal contrasto che c'è fra il comportamento altezzoso del giovane e la sua stessa ingenuità. Egli infatti, fin troppo attento nel guardare con aria boriosa la zingara più anziana, ossia la chiromante, non si accorge che una delle due ragazze a sinistra lo sta derubando di un sacchetto di monete dalla tasca dei pantaloni. Allo stesso modo la donna al centro, dipinta con occhi avveduti e circospetti, sta per strappargli la medaglia dorata appesa alla catena che porta al collo.
Il senso della tela è quindi basato sul dinamico scambio di questi sguardi, tanto che i volti del damerino e della donna al centro sono i più illuminati dalla luce, mentre della zingara più anziana risalta il suo volto scimmiesco e caricaturale.

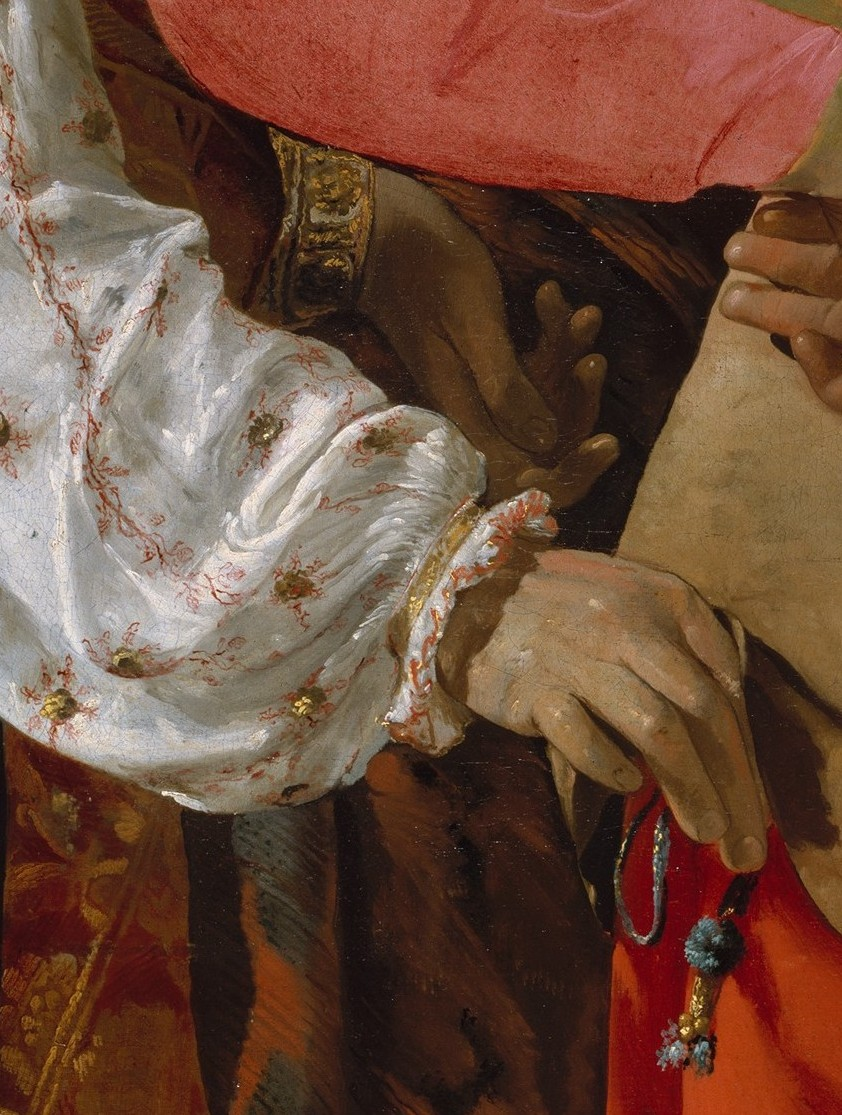
Dettaglio
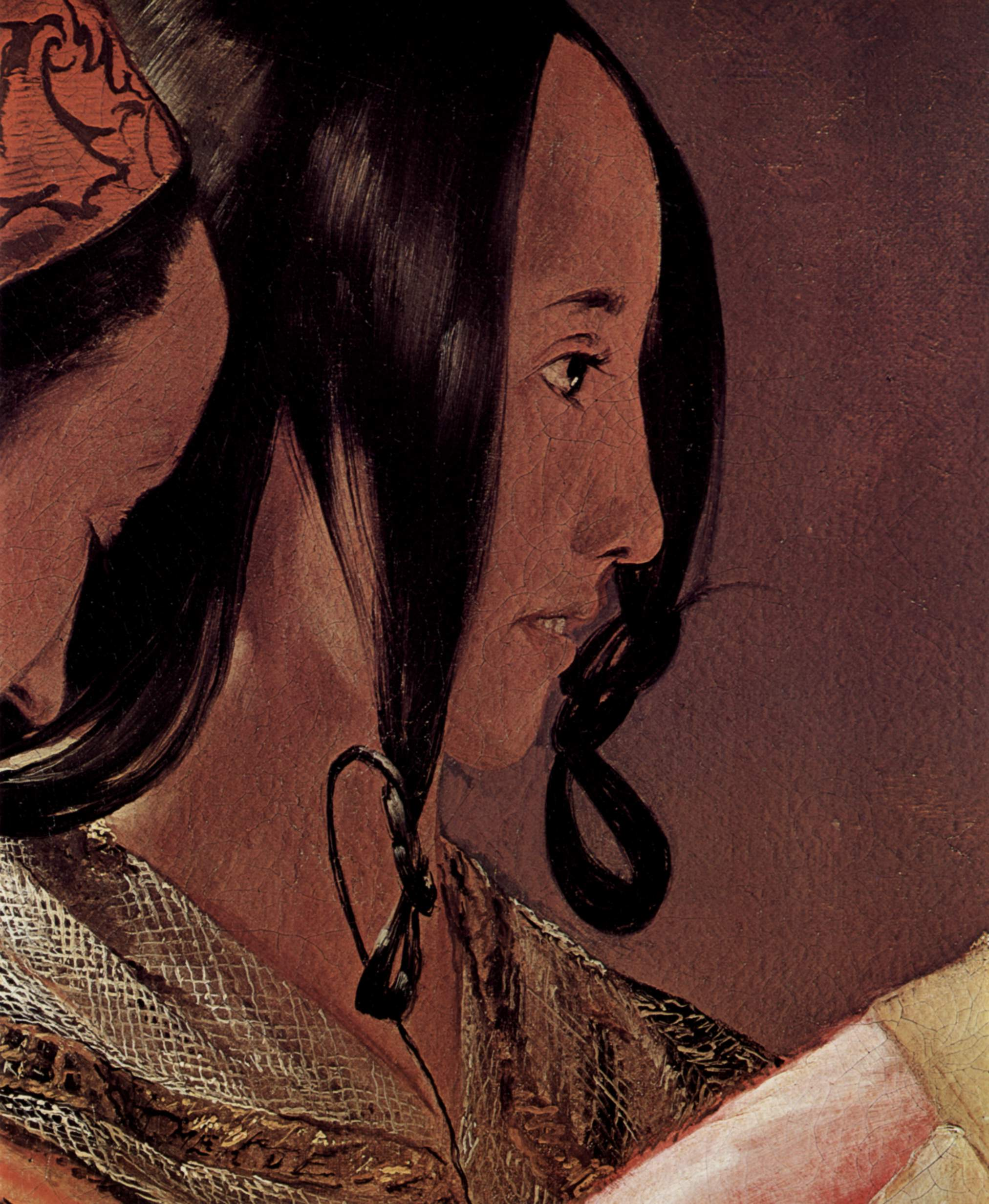
Dettaglio
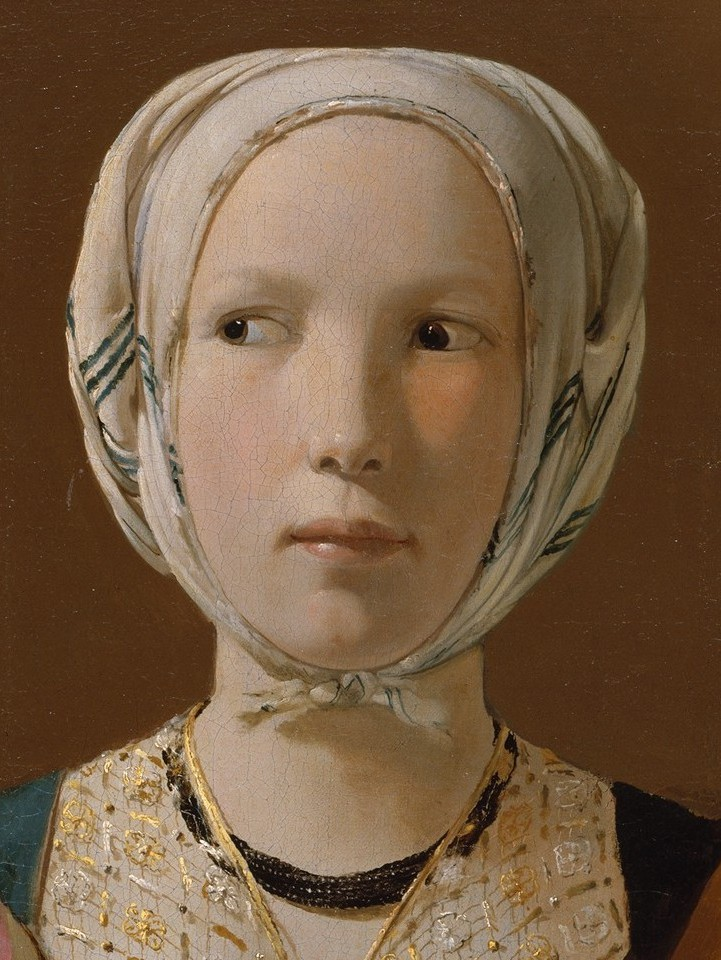
Dettaglio
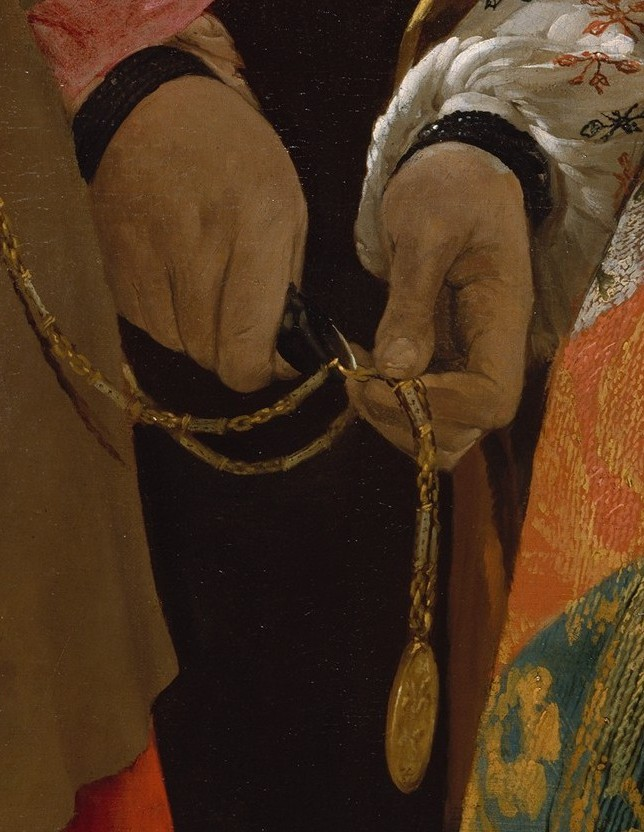
Dettaglio
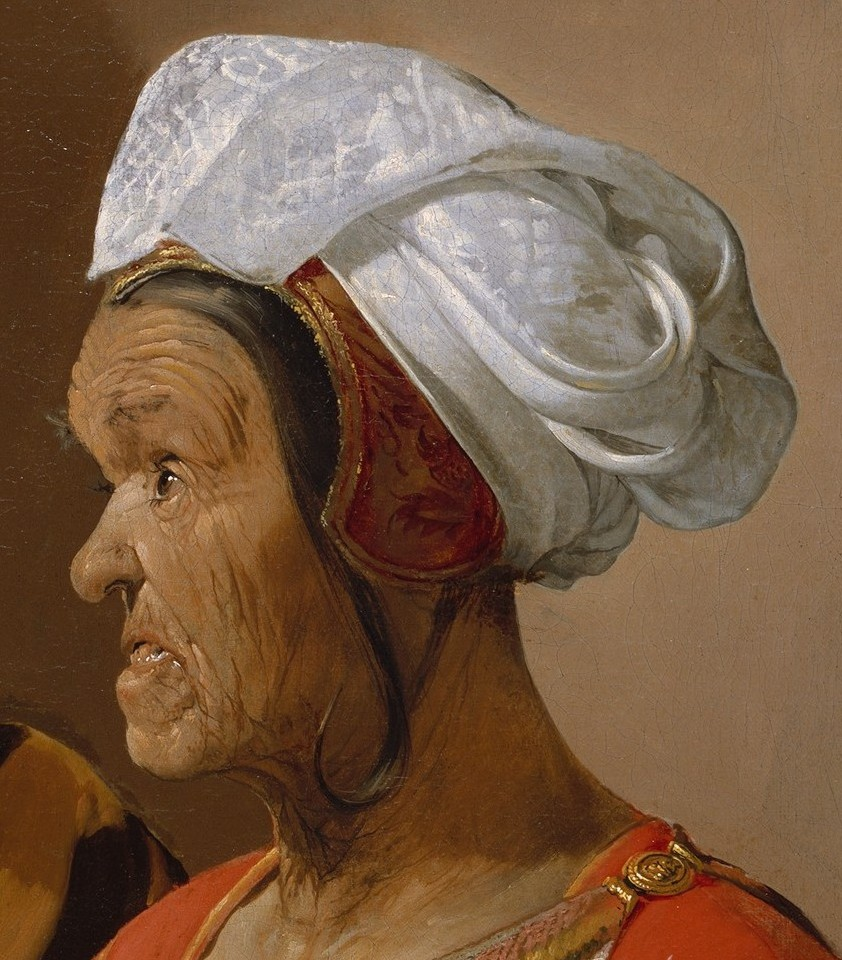
Dettaglio
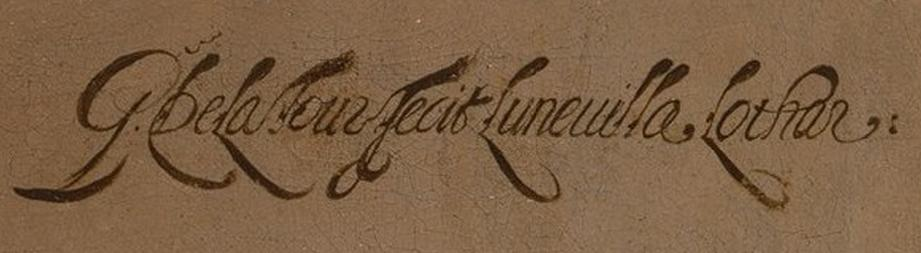
Dettaglio